# Dekubitus
Ein Dekubitus (zu lateinisch decumbere ‚sich niederlegen‘; standardsprachlich eigentlich kein Plural, fachsprachlich werden aber pseudolateinisch „Dekubiti“ und korrekt dekliniert „Dekubitus“ (mit langem u am Schluss) verwendet) ist eine lokale Schädigung der Haut und des darunterliegenden Gewebes aufgrund von längerer Druckbelastung, die die Durchblutung der Haut stört. Weitere Bezeichnungen sind Dekubitalgeschwür, Druckgeschwür, Wundliegegeschwür (oder jeweils -ulkus).
Bei Dekubitalulzera handelt es sich um chronische Wunden, die vor allem bei Patienten mit verringerter Beweglichkeit auftreten, besonders wenn sie bettlägerig oder auf einen Rollstuhl angewiesen sind. Offene Dekubitalulzera können zur Eintrittspforte für Erreger werden, die nicht nur lokale Infektionen verursachen. Eine Dekubitalläsion kann daher zum Beispiel durch Streuung von Eiterherden über die Blutbahn schwerwiegende und unter Umständen tödliche Folgeerkrankungen wie Lungenentzündung (Pneumonie) oder Sepsis nach sich ziehen. Daher gehört es zu den Kernaufgaben der Gesundheits- und Krankenpflege, einem Dekubitus durch geeignete Maßnahmen vorzubeugen. Das Auftreten von Dekubitalulzera kann auf Pflegefehler hinweisen und wird deshalb auch als Gradmesser der Pflegequalität gewertet. Andererseits können bestimmte Umstände dazu führen, dass ein Dekubitus nicht vermieden werden kann.

## Entstehung

Prädilektionsstellen für Dekubitus

Der Begriff Druckgeschwür weist auf die lokale Druckbelastung als maßgeblichen Entstehungsfaktor hin. Die Belastung lässt sich bewerten nach der Formel: Druck × Zeit. Überschreitet von außen auf Gefäße einwirkender Druck den Kapillardruck der Gefäße, so kommt es zu trophischen Störungen. Dieser Grenzwert wird in der Literatur oft auch als physiologischer Kapillardruck bezeichnet. In der Regel reicht bereits das Eigengewicht des jeweiligen (unbewegten) Körperteils aus, um den Kapillardruck zu überschreiten. Verschiedene Studien zu dessen Bestimmung (unter anderem von E. M. Landis, K.-D. Neander, Yamada und Burton) lieferten Werte zwischen 32 und 70 mmHg für eine Unterbrechung der Blutzufuhr.

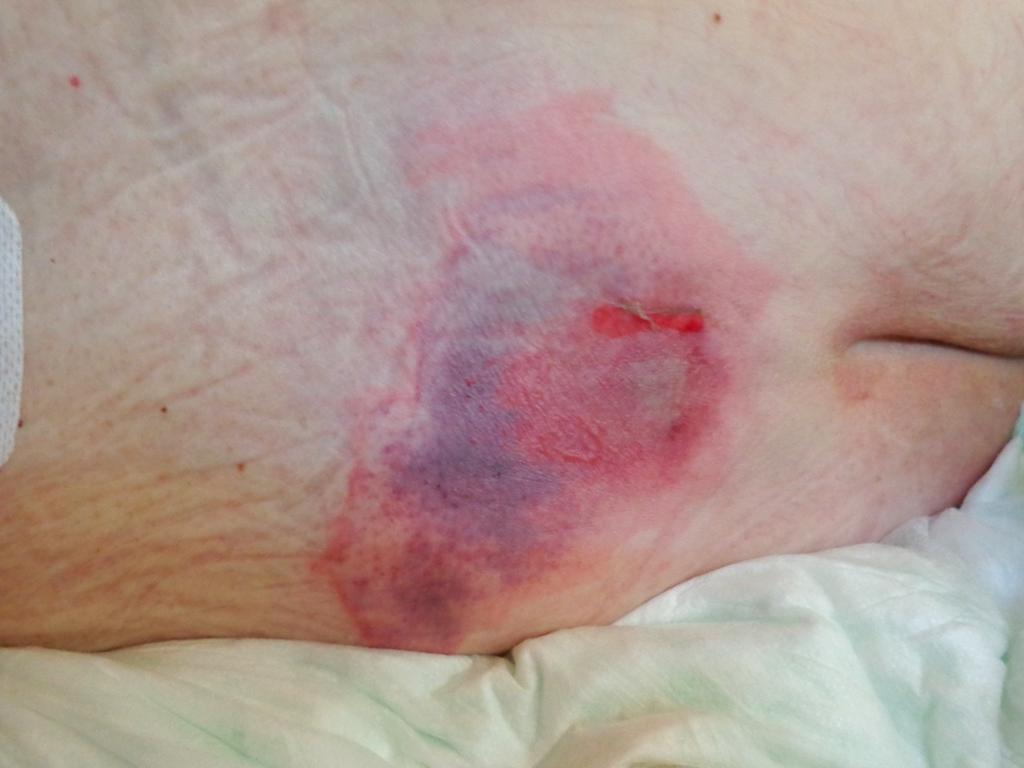
Dekubitus zweiten Grades im Bereich des Kreuzbeins

Dauert eine Druckbelastung oberhalb der Kapillardruckschwelle länger an, kommt es zu einer Unterversorgung der Zellen mit Sauerstoff (Hypoxie) und Nährstoffen. Der Sauerstoffpartialdruck sinkt auf 0 mmHg (Ischämie) und toxische (saure) Stoffwechselprodukte sammeln sich an.
Die Zunahme saurer Stoffwechselprodukte löst bei gesunden Menschen einen Reflex zur Umlagerung und damit Entlastung gefährdeter Hautstellen aus, bevor bleibende Schädigungen eintreten. Bei älteren und kranken Personen sind diese Reflexe oft nur noch eingeschränkt oder gar nicht vorhanden, die erforderliche Entlastung des Gewebes unterbleibt. Als Folge der Übersäuerung des Gewebes stellt der Körper die Gefäße weit (Gefäßdilatation), sodass diese Hautareale stärker durchblutet werden – eine auch bei Druck bleibende Hautrötung – Dekubitus Grad I – ist die Folge. Als besonders gefährdet gelten Stellen mit geringer Weichteildeckung (Muskeln oder Fettgewebe) und nach außen gekrümmten (konvexen) knöchernen Widerlagern: die Kreuzbeinregion, die Dornfortsätze der Wirbelsäule, die Fersen, die Rollhügel der Oberschenkelknochen und die Knöchel. Der Auflagedruck trifft hier auf kleine Flächen und ist deshalb höher.
Das betroffene Gewebe stirbt ab (nekrotisiert) und Nervenzellen erleiden eine irreversible Schädigung. Es entsteht schon beim 4. Grad der Eindringtiefe ein invasiv-gleicher Zugang zum Körperinneren, auch Invasion genannt. Dabei ist davon auszugehen, dass dabei eine Eintrittspforte für Erreger entsteht, was eine Autointoxikation (als Fremdeinwirkung) mit Vergiftungserscheinungen zur Folge haben kann.

### Risikofaktoren
Die Entstehung eines Dekubitus wird als multifaktorielles Geschehen durch den Einfluss individueller intrinsischer und extrinsischer Risikofaktoren gesehen.

#### Intrinsische Faktoren
Die intrinsischen Faktoren sind, wie bei vielen chronischen Wunden, im Patienten selbst begründet. Darunter fallen körpereigene Krankheiten und Syndrome, aber auch psychische Einflüsse:
reduzierte oder nicht vorhandene Motilität, eingeschränkte Mobilität, hohes Alter, Austrocknung, Infektionen, Diabetes mellitus, Harn- bzw. Stuhlinkontinenz, Sensibilitätsstörungen (z. B. bei Querschnittlähmung), Herzinsuffizienz, Abwehrschwäche, Knochenbrüche, Koma, Kontrakturen, neurologische Störungen, Periphere arterielle Verschlusskrankheit, psychische Erkrankungen (z. B. Depression) und mangelnde Adhärenz.
Adipositas wirkt sich einerseits durch mangelnde Bewegung beziehungsweise eingeschränkte Beweglichkeit nachteilig aus, andererseits besteht höherer Druck durch mehr Auflagegewicht und eine verzögerte Wundheilung bei schon bestehendem Dekubitus.
Untergewicht ist ein Risikofaktor wegen mangelnder Polsterung durch fehlendes Unterhautfettgewebe, vor allem an Knochenvorsprüngen.

#### Extrinsische Faktoren
Die extrinsischen Faktoren sind durch das Umfeld des Patienten bestimmt; darunter auch Medikamente oder Verfahren zur Behandlung zugrundeliegender Erkrankungen, wie zum Beispiel Narkose, starke Schmerzmittel, Psychopharmaka, Beruhigungs- und Schlafmittel.
Als extrinsische Faktoren, die die Entstehung eines Dekubitus begünstigen oder sich nachteilig auf die Heilung auswirken, gelten außerdem:
- Scherkräfte – sie führen zu Verdrillungen der Blutgefäße; trophische Störungen sind die Folge. Gerade bei älteren Menschen, bei denen eine Abnahme des Wassergehaltes der Haut zu einem Elastizitätsverlust führt, kann es durch Scherkräfte auch zu einer Trennung ganzer Hautschichten voneinander kommen.
- Reibung – führt zu Verletzungen an der Hautoberfläche.
- Temperatur im unphysiologischen Bereich – durch Fieber oder von außen zugeführt (durch Wärmflasche, Heizkissen, Kühlpackung) – kann die Durchblutung beeinflussen.
- Länger einwirkende Feuchtigkeit, zum Beispiel feuchtes Milieu in Schutzhosen, starkes Schwitzen, weicht die obere Hautschicht auf (Mazeration), die dadurch anfälliger für Verletzungen wird.

Diese Faktoren lassen sich – im günstigen Fall – weitgehend durch konsequent geplante Pflege positiv beeinflussen, zum Beispiel durch Anleitung und Mobilisation des Betroffenen, korrekte und regelmäßige Positionswechsel in individuell angepasstem zeitlichen Abstand und geeigneten Hilfsmitteleinsatz.

### Messbarkeit des Risikos
In der professionellen Pflege beziehungsweise Pflegewissenschaft wurden verschiedene Bewertungsinstrumente innerhalb des Pflegeassessment entwickelt. Diese Scoring-Systeme haben sich als günstig erwiesen, um das Dekubitusrisiko aufgrund intrinsischer Faktoren einzuschätzen und messbar zu machen. Dazu werden für verschiedene Kategorien (beispielsweise geistiger Zustand, körperlicher Zustand, Beweglichkeit, …) Punkte vergeben. Patienten unter einer bestimmten Punktzahl gelten als gefährdet.
Schon in den 1950er-Jahren entwickelte Doreen Norton die Norton-Skala. Die zunächst unzureichende und zum Teil schwammig formulierte Skala wurde 1985 zur modifizierten Norton-Skala erweitert. Neben der Medley- und Waterlow-Skala, die eher von spezifischen Patientenvorstellungen oder Pflegebereichen ausgehen, wird heute primär in den USA die Braden-Skala eingesetzt, die unter anderem die Kategorien „Reibung und Scherkräfte“ sowie „sensorisches Empfindungsvermögen“ einführt.
Der erste Nationale Expertenstandard Dekubitusprophylaxe in der Pflege in Deutschland empfahl 2004 die Anwendung von standardisierten Risikoskalen, strich diese Empfehlung 2010 in der ersten Aktualisierung aber wieder, da keine der Skalen alle möglichen Risikofaktoren berücksichtigt sowie keine eindeutige Verbesserung nachgewiesen wurde. Eine erfahrene Pflegefachkraft könne auf der Basis ihrer Fachexpertise den Gesamtzustand des Patienten und somit dessen individuelles Dekubitusrisiko auch ohne Assessmentinstrumente beurteilen und die nötigen Maßnahmen daraus ableiten. Festgestellt wurde aber, dass Risikoskalen für Pflegefachpersonen mit wenig Berufserfahrung bei der Einschätzung hilfreich sein können.

## Unterscheidung Dekubitus und Inkontinenz-assoziierte Dermatitis (IAD)
Sichtbare Hautveränderungen in der Gesäßregion können auf einen Dekubitus oder auf Hautschädigungen anderer Ursache hinweisen, zum Beispiel auf eine Inkontinenz-assoziierte Dermatitis (IAD): Während ein Dekubitus durch Druck- und Scherkräfte verursacht wird, ist es bei der IAD das feuchte Milieu, wie es zum Beispiel bei Harninkontinenz besteht. Beim Dekubitus liegt die Wunde lokal begrenzt über einem Knochenvorsprung; der Defekt betrifft mehrere Hautschichten und kann bis zu einer Nekrose an der betroffenen Stelle führen; die IAD kann ebenfalls über einem Knochenvorsprung lokalisiert sein, weist aber nur diffuse, oberflächliche Hautveränderungen auf.

## Dekubitusklassifikation

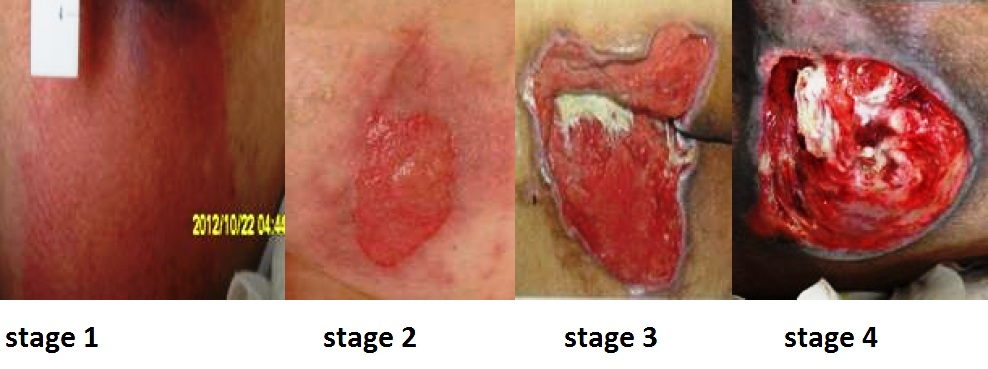
Stadien von Dekubitus

Die Einordnung eines Dekubitus kann – je nach verwendeter Klassifikation – sehr unterschiedlich ausfallen; daher sollte aus der Pflegedokumentation klar ersichtlich sein, welches System verwendet wurde. Einige Klassifikationen haben eine Gradeinteilung, die nur eine Verschlechterung einer Krankheit anzeigen kann. Die meisten Klassifikationen teilen den Dekubitus nach Stadien ein, so dass auch eine Verbesserung der Erkrankung abgebildet werden kann.
Ein Dekubitus entwickelt sich aber nicht immer in der numerischen Abfolge der genannten Stadien; es kann in kürzester Zeit unter entsprechenden Umständen ein schwerer Gewebsdefekt der höchsten Kategorie entstehen.

### Fingertest nach Phillips
Mit dem Fingertest nach Phillips kann ein Dekubitus ersten Grades von einer Hautrötung anderer Ursache unterschieden werden: Eine Rötung ist wegdrückbar, wenn bei einem Fingerdruck von etwa 30 Sekunden auf eine gerötete Hautregion ein weißlicher Umriss erscheint und der Fingerabdruck nach Loslassen für einen kurzen Moment blass bleibt. Damit liegt kein Dekubitus vor; es handelt sich dann möglicherweise um ein allergisch oder entzündlich verursachtes Exanthem. Bleibt die Rötung dagegen nach dem Loslassen bestehen, liegt eine druckbedingte Hautschädigung vor. Bei dunkler Hautpigmentierung kann es schwierig sein, eine Rötung bzw. das Verblassen zu erkennen, so z. B. bei großflächiger Tätowierung oder dunkler Hautfarbe.

### Nach Grad (Shea, 1975)

Vier Grade von Dekubitus
Legende:
gelb ... Oberhaut (Epidermis)
orange ... Lederhaut (Dermis)
braun ... Unterhaut (Subcutis)
weinrot ... Muskulatur
grau ... Knochen (Os)

Dekubitusgeschwüre werden nach J.D. Shea in vier Grade unterteilt.
- Grad 1: nicht wegdrückbare, umschriebene Hautrötung bei intakter Haut. Weitere klinische Zeichen können Ödembildung, Verhärtung und eine lokale Überwärmung sein.
- Grad 2: Teilverlust der Haut; Epidermis bis hin zu Anteilen des Koriums sind geschädigt. Der Druckschaden ist oberflächlich und kann sich klinisch als Blase, Hautabschürfung oder flaches Geschwür darstellen.
- Grad 3: Verlust aller Hautschichten einschließlich Schädigung oder Nekrose des subkutanen Gewebes, die bis auf, aber nicht unter, die darunterliegende Faszie reichen kann. Der Dekubitus zeigt sich klinisch als tiefes, offenes Geschwür.
- Grad 4: Verlust aller Hautschichten mit ausgedehnter Zerstörung, Gewebsnekrose oder Schädigung von Muskeln, Knochen oder stützenden Strukturen wie Sehnen oder Gelenkkapseln, mit oder ohne Verlust aller Hautschichten.

Ein Dekubitusgrad kann sich nicht verbessern; auch bei Abheilung bleibt eine Schädigung bestehen, die durch Narbengewebe aufgefüllt ist. Ein abgeheilter Dekubitus Grad 3 wird als Dekubitus Grad 3 – geschlossen bezeichnet. Weitere Klassifikationen, die eine Gradeinteilung nutzen, sind die Dekubitusklassifikation nach Campbell und die Schweregradeinteilung nach Daniel.

### Grad/Stadium (Seiler, 1979)
Der Schweizer Mediziner Walter O. Seiler unterscheidet beim Dekubitus vier Grade in Hinblick auf die Infiltrationstiefe und drei Stadien der Wundkondition:
Infiltrationstiefe:
- Grad 1: nicht wegdrückbare Rötung
- Grad 2: nicht wegdrückbare Rötung, Blasenbildung, Defekt der obersten Hautschichten
- Grad 3: Defekt der Unterhaut und darunterliegender Gewebe (Muskeln, Sehnen, Bänder) bis zur Knochenhaut (Periost)
- Grad 4: wie Grad 3, mit Entzündung des Knochens (Osteomyelitis)

Wundkondition:
- Stadium A: saubere Wunde, Granulationsgewebe vorhanden, keine Nekrose
- Stadium B: nekrotische Wunde, keine Infiltration der Umgebung
- Stadium C: wie B, aber Infiltration der Wundumgebung, Wundinfektion

Eine Einteilung nach Stadien beschreibt anhand des Erscheinungsbildes den Verlauf einer Erkrankung und kann auch eine Verbesserung des Dekubitus abbilden. Weitere Klassifikationen, die eine Stadieneinteilung nutzen, sind die Einteilung des Dekubitus nach Torrance (fünf Stadien), nach Surrey (vier Stadien) und nach Stirling (zwölf Stadien).
Die Unterteilung nach Schweregrad oder Stadium, z. B. nach Shea oder Seiler, impliziert eine fortschreitende Entwicklung der Erkrankung. Da ein Dekubitus nicht automatisch von einem Grad oder Stadium zum nächsten übergeht, wurde eine Einteilung in Kategorien entwickelt.

### Kategorie (EPUAP, NPIAP, PPPIA)
Das European Pressure Ulcer Advisory Panel (EPUAP) entwickelte ab dem Jahr 2009 eine Klassifikation, die vier Kategorien umfasst:
- Kategorie I: Nicht wegdrückbares Erythem
- Kategorie II: Teilverlust der Haut
- Kategorie III: Vollständiger Verlust der Haut
- Kategorie IV: Vollständiger Gewebeverlust

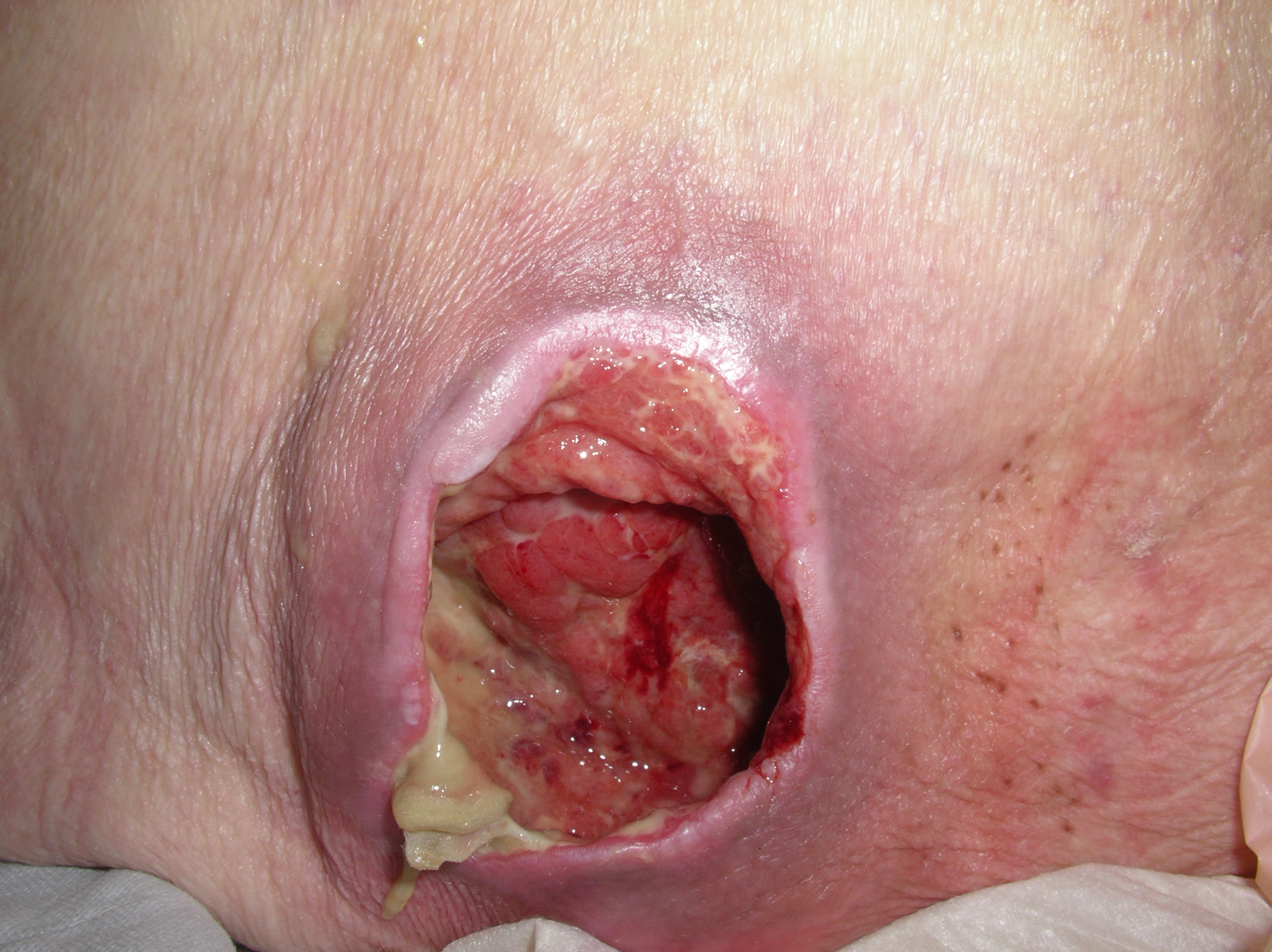
Dekubitus Kategorie IV

Bei der Überarbeitung der Leitlinie 2014 wurden zwei weitere Kategorien ergänzt:
- Keiner Kategorie/keinem Stadium zuordenbar: Tiefe unbekannt

Dabei handelt es sich um einen vollständigen Gewebsverlust, bei dem der Wundgrund von Belägen oder Schorf bedeckt ist, so dass die tatsächliche Tiefe und daher die Kategorie erst nach Entfernung der Beläge festgestellt werden könnte. Intakter, trockener, festhaftender Schorf ohne Erythem und Flüssigkeit an den Fersen sollte nicht entfernt werden, da er als „natürlicher (biologischer) Schutz des Körpers“ fungiert.
- Vermutete tiefe Gewebeschädigung: Tiefe unbekannt

Hier liegt ein Bereich von verfärbter, aber intakter Haut oder eine blutgefüllte Blase vor, die sich durch Schädigung des darunterliegenden Weichgewebes durch Druck oder Scherkräfte gebildet hat. Bei Personen mit dunkler Hautfarbe kann es schwierig sein, eine solche Gewebeschädigung zu entdecken. Es kann zu einer dünnen Blase oder Schorf über einem dunklen Wundgrund kommen. Die Wunde kann sich darunter weiter verändern, und selbst unter optimaler Behandlung kann es zu einem rasanten Verlauf unter Freilegung weiterer Gewebeschichten kommen.

### Gradeinteilung bei ICD-Kodierung

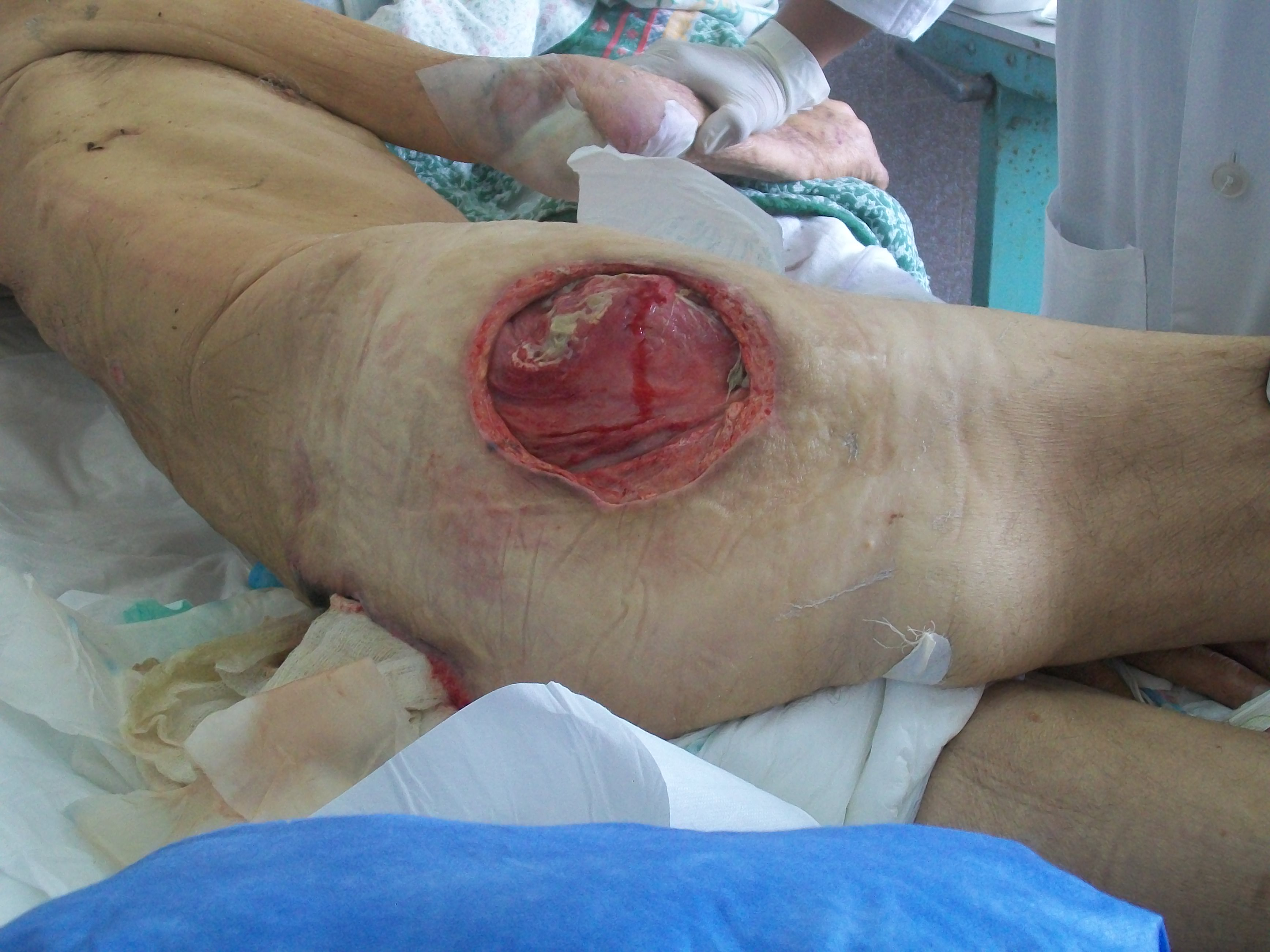
Dekubitus Grad 4 (IV°)

Die Grade der ICD-Kodierung für das „Dekubitalgeschwür und Druckzone“ (L89.-) orientieren sich an der Einteilung nach Shea:
- Dekubitus 1. Grades: Druckzone mit nicht wegdrückbarer Rötung bei intakter Haut
- Dekubitus 2. Grades: Druckgeschwür mit Abschürfung, Blase, (Teil-)Verlust der Haut
- Dekubitus 3. Grades: Druckgeschwür mit Verlust aller Hautschichten
- Dekubitus 4. Grades: Druckgeschwür mit Nekrose von Muskeln, Knochen oder stützenden Strukturen
- Dekubitus, Grad nicht näher bezeichnet: Druckgeschwür ohne Angabe eines Grades

## Behandlung
Die Behandlung besteht vor allem in der vollständigen Druckentlastung der betroffenen Körperstelle durch regelmäßige Positionsänderungen, deren Frequenz individuell festgelegt werden muss. Wie bei der Dekubitusprophylaxe werden dazu haut- und gewebeschonende Bewegungs-, Positionierungs- und Transfertechniken angewandt. Zusätzlich wird der Dekubitus nach den Prinzipien der Wundbehandlung versorgt.
In manchen Fällen kann ein Débridement nötig sein, zum Beispiel bei schwerer Sepsis oder akuten Arrosionsblutungen. Ein chirurgischer Wundverschluss durch Naht oder Lappenplastik ist möglich, wenn der Dekubitus nicht infiziert und die Wundumgebung gut durchblutet ist. Der Erfolg ist jedoch vor allem davon abhängig, ob im Anschluss eine konsequente Druckentlastung des Wundgebietes beibehalten werden kann. Ist eine Druckentlastung nicht oder nur unzureichend möglich, ist die Wundheilung verzögert oder ausgeschlossen. Hilfsmittel zur Druckreduzierung und Hautpflege unterstützen die Wundheilung, können aber eine vollständige Druckentlastung beziehungsweise (Anleitung zur) Eigenbewegung nicht ersetzen.

## Vorbeugung
Alle Maßnahmen zur Vorbeugung (Prophylaxe) eines Druckgeschwüres werden als Dekubitusprophylaxe bezeichnet. Für die professionelle Pflege in Deutschland gilt hierfür der Nationale Expertenstandard Dekubitusprophylaxe in der Pflege.

### Voraussetzungen
Zur fachgerechten Prophylaxe werden zunächst der individuelle Gefährdungsgrad festgestellt („initiales Screening“) sowie entsprechende Risikofaktoren identifiziert und nach Möglichkeit ausgeschaltet. Der gefährdete Patient und die ihn Pflegenden (auch pflegende Angehörige) werden in die Information, Planung und Umsetzung der nötigen Maßnahmen einbezogen; außerdem muss der Patient oder sein gesetzlicher Vertreter mit dem Vorgehen einverstanden sein.
Nicht zu vernachlässigen ist die psychische Situation von Betroffenen. Sie sind durch ein ganzheitliches Pflegekonzept zur eigenen Motivation, Ernährung, Mobilisation, Prophylaxe usw. anzuregen. Patienten und ihre Angehörigen erhalten die dazu nötigen Informationen und praktische Anleitung von den entsprechenden Pflegefachpersonen.
Grundlegende Maßnahmen der Dekubitusprophylaxe sind:
- Förderung der Eigenbewegung, frühzeitige Mobilisation
- Freilagerung oder Abpolsterung von Prädilektionsstellen wie vorstehenden Knochenpunkten
- Glattstreichen von Falten in Kleidung oder Unterlagen
- Auflageflächen von Zu- und Ableitungen (zum Beispiel Blasenkatheterschlauch, Infusionsleitungen) sowie Kleinteilen freihalten (zum Beispiel Verschlussstöpsel, Kanülenhülsen)
- Vermeidung von enger Kleidung und Schuhen
- Abpolsterung von enganliegenden Orthesen und Arm-/Beinprothesen

### Individueller Bewegungsplan
Zur Planung individueller Mobilisationsmaßnahmen werden zunächst der Ist-Zustand, die Bewegungsressourcen und Bewegungsbeeinträchtigungen des Patienten erfasst, die sich aus der Pflegeanamnese ergeben und bei Durchführung pflegerischer Maßnahmen beobachtet werden. Dazu gehört eine Risikoeinschätzung für Kontrakturen und Stürze, Hinweise auf den Hautzustand, die Ernährungssituation und eine eventuelle Kontinenzproblematik, die für eine wirksame Prophylaxe relevanten Ressourcen (beispielsweise Freude an der Bewegung, Adhärenz), Beschreibung vorhandener Fähigkeiten („setzt sich ohne Hilfe auf die Bettkante“, „dreht sich im Liegen eigenständig auf die Seite“) und die Akzeptanz oder Ablehnung bestimmter Hilfsmittel, Positionierungen und anderer Maßnahmen. Dabei können bestimmte Situationen oder Tageszeiten zur Akzeptanz oder Ablehnung von Maßnahmen führen, beispielsweise der Wunsch nach ungestörter Nachtruhe. Mögliche aktive oder passive Bewegungsübungen sowie Steh- und Balancetraining werden, gegebenenfalls mit Hilfe von Physiotherapie, in die Pflege miteinbezogen.
Der Pflegeplan enthält eine nachvollziehbare Beschreibung des Transfers und führt die benötigten Hilfsmittel (beispielsweise Rutschbrett, Gleitmatte, Lifter), Schuhe oder Anti-Rutsch-Socken auf. Abhängig vom Körpergewicht des Patienten und dessen Kooperationsmöglichkeiten sind für bestimmte Maßnahmen mehrere Pflegepersonen nötig.

### Hilfsmittel

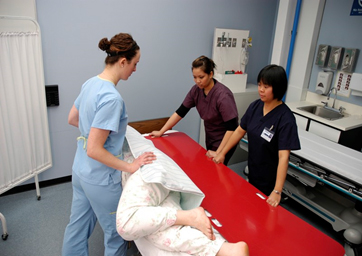
Transfer eines Patienten mit Hilfe eines Rutschbrettes

Um geeignete Hilfsmittel zu finden, muss zuvor überlegt werden, welche Pflege- und Therapieziele für den Patienten erreicht werden sollen, und welche davon an erster Stelle stehen: Für einen Patienten mit regelmäßiger Eigenbewegung ist eine Superweichlagerung ungeeignet, bei einem geschwächten, sterbenden Patienten kann beispielsweise eine Schmerzreduktion wichtiger als die Förderung der Eigenbewegung sein. Der Allgemein- und Ernährungszustand spielt eine Rolle sowie das Vorhandensein von Atmungsbeschwerden, Kontrakturen, Lähmungen, Spastiken und Wahrnehmungsstörungen. Außerdem sollte das Hilfsmittel einfach anzuwenden und hygienisch aufzubereiten sein.
Bei Hilfsmitteln zum Bewegen von Menschen wird zwischen Hilfsmitteln zur Positionsunterstützung und Hilfsmitteln zur Bewegungsunterstützung unterschieden. Letztere sind unterteilt in Technische und Kleine Hilfsmittel.

#### Positionsunterstützende Hilfsmittel
Positionsunterstützende Hilfsmittel zur Dekubitusprophylaxe sollten über nachgewiesene druckverteilende und -entlastende Eigenschaften verfügen. Dazu gehören Wechseldruck- oder Weichlagerungsmatratzen und Mikro-Stimulationssysteme. Daneben werden zahlreiche andere Lagerungshilfsmittel zur Positionsunterstützung angeboten, u. a. Kissen und Rollen verschiedenster Formen mit unterschiedlichen Füllungen.

#### Bewegungsunterstützende Hilfsmittel
Bewegungsunterstützende Hilfsmittel wie Gleitmatten und Rutschbretter vermeiden Scherkräfte bei Positionswechseln. Sie gehören in Deutschland zu den sogenannten kleinen Hilfsmitteln. Als solche ist ihnen jeweils eine bestimmte Hilfsmittelnummer für die Kostenübernahme durch die Kranken- oder Pflegeversicherung zugeordnet. Zu den kleinen Hilfsmitteln zählen außerdem Antirutschmatten, Bettleitern, Drehscheiben und Rollbretter. Synthetische Felle oder natürliche Schaffelle aus Schurwolle sollen nach Herstellerangaben neben einer Druckentlastung ebenfalls Scherkräfte reduzieren und Feuchtigkeit gut ableiten. Der Nationale Expertenstandard Dekubitusprophylaxe von 2010 schätzt die Studienlage aber als nicht ausreichend ein, um die Verwendung von speziellen Schaffellen als geeignetes Hilfsmittel zu empfehlen. Dagegen gibt die internationale Leitlinie eine eingeschränkte Empfehlung für natürliche Schaffelle.
Zu den technischen bewegungsunterstützenden Hilfsmitteln gehören u. a. Pflegebett, Rollstuhl, Personenlifter und Aufrichthilfen.

### Hautpflege
Zielsetzung der Hautpflege ist, insbesondere die Haut gefährdeter Körperregionen sauber, trocken und geschmeidig zu halten. Insbesondere bei harn- oder stuhlinkontinenten Patienten ist auf geeignete Inkontinenzhilfsmittel zu achten. Gefährdete Körperstellen, die häufig Feuchtigkeit ausgesetzt sind, können mit speziellen Produkten wie Barrierecreme oder transparentem Hautschutzfilm vor Nässe geschützt werden. Ausscheidungen sollten sofort entfernt werden. Zur Reinigung wird ein pH-neutrales Hautreinigungsmittel empfohlen. Dabei sollte starkes Reiben vermieden werden; auch Massagen werden nicht empfohlen.

### Ernährung
Sowohl Mangelernährung als auch Untergewicht sind assoziiert mit der Dekubitusinzidenz.
Eine ausgewogene, eiweiß- und vitaminreiche Ernährung und Flüssigkeitszufuhr allein hilft jedoch nicht, ein Druckgeschwür zu verhindern. Sie senkt aber die Risiken für Dehydratation, Unterernährung und Mangelernährung. Insbesondere wenn Unverträglichkeiten bestehen oder der Patient Schwierigkeiten mit der Nahrungsaufnahme hat, kann es notwendig sein, bestehende Nährstoffmängel durch geeignete Supplementation auszugleichen.

### Ausnahmen
Bei einem lebensbedrohlichen Zustand des Patienten kann es nötig sein, dass auf prophylaktische Maßnahmen verzichtet werden muss. So geht zum Beispiel die Bauchlagerung beim akuten Lungenversagen häufig mit einem Dekubitus einher.
Am Lebensende eines Patienten kann es sein gesundheitlicher Zustand erfordern, dass Prioritäten anders gesetzt werden müssen, sodass vorbeugende Maßnahmen in den Hintergrund rücken; manche Maßnahmen werden von den Betroffenen als belastend empfunden. Manche Maßnahmen können wegen bestimmter Symptome wie Atemnot, Neigung zu Erbrechen, Tumorwunden oder anderer Begleiterscheinungen nicht häufig oder lang genug, manchmal auch gar nicht durchgeführt werden. Bei Patienten, die sich in der Terminal- oder Finalphase des Sterbens befinden, kann sich trotz konsequenter Vorbeugungsmaßnahmen ein Dekubitus entwickeln. Hier ist das Ziel der palliativen Pflege, mit der Wunde einhergehende Symptome (wie Schmerzen und Geruch) sowie mögliche Komplikationen (Blutung, Infektion) weitgehend zu vermeiden bzw. zu lindern.